# Citipati
Citipati osmolskae
Genre
Espèce
Citipati est un genre fossile de dinosaures de la famille des oviraptoridés. Il s'agit du plus grand des oviraptoridés (2,50 mètres de long) après Gigantoraptor. Il vivait à la fin du Crétacé supérieur dans ce qui est aujourd'hui la Mongolie. Ses restes fossiles ont été découverts dans la formation de Djadokhta à Ukhaa Tolgod et à Zamyn Khondt, dans le bassin de Nemegt au sud de la Mongolie.
C'est l'un des oviraptoridés les mieux connus, grâce à un certain nombre de squelettes bien conservés, notamment plusieurs spécimens trouvés en train de couver sur leur nid. Ces spécimens ont contribué à renforcer le lien entre les dinosaures non aviaires et les oiseaux.
L'espèce type, Citipati osmolskae, a été décrite par James M. Clark, Mark Norell et Rinchen Barsbold en 2001. Un second individu, encore sans nom espèce, pourrait également exister. Citipati est souvent confondu avec Oviraptor.

## Fossiles
Selon Paleobiology Database en 2025, le nombre de collections référencées de fossiles est de deux. Ces deux collections de fossiles sont du Campanien du Crétacé supérieur, c'est-à-dire datent de 83,6-72,2 Ma avant notre ère .

## Étymologie
Le mot Citipati est formé des mots sanscrits citi qui signifie « bûcher » ou « tombeau » et pati qui signifie « seigneur » pour donner « seigneur du tombeau ». Dans le folklore bouddhiste tibétain, les Citipati sont deux moines qui ont été décapités par un voleur pendant une transe méditative. Citipati est souvent présenté comme une paire de squelettes dansant au milieu des flammes, d'où l'application du nom aux squelettes très bien préservés d'oviraptoridés. L'espèce type de Citipati, C. osmolskae, a été nommée ainsi par Clark et al., en l'honneur de Halszka Osmólska, une paléontologue connue pour son long travail sur les oviraptoridés et autres théropodes mongols.

## Datation
La formation de Djadokhta dans laquelle les fossiles de Citipati ont été retrouvés date de la fin du Crétacé supérieur et, plus précisément, du Campanien supérieur, c'est-à-dire il y a environ entre 80 et 72 Ma (millions d'années).

## Description

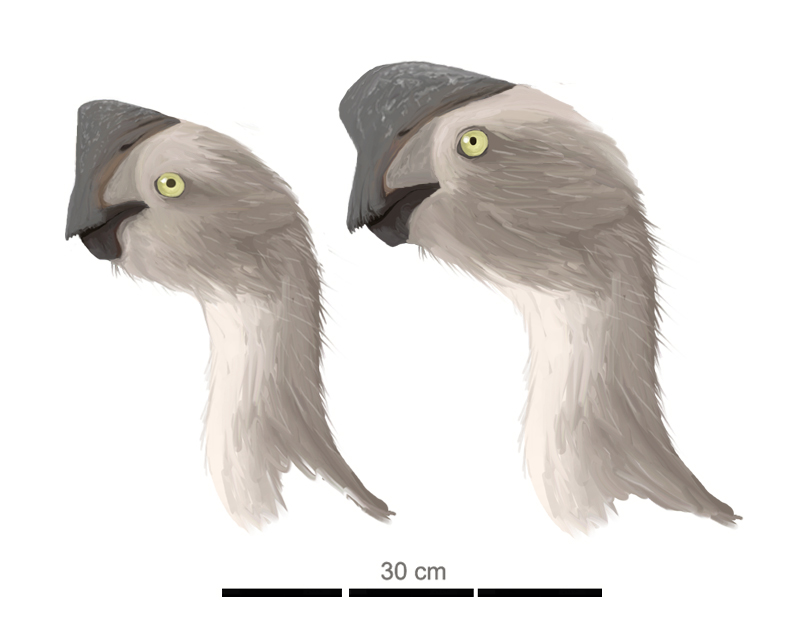
Vue d'artiste de C. osmolskae et de l'espèce non encore nommée de Citipati.

Les plus grands Citipati étaient des animaux de la taille d'un émeu actuel, mesurant environ 2,5 mètres de long et pesant 75 kilogrammes, et étaient les plus grands oviraptoridés connus après le genre Gigantoraptor décrit en 2007. Comme les autres oviraptoridés, Citipati avait un cou exceptionnellement long et une queue courte, par rapport à la plupart des autres théropodes. Son crâne était inhabituellement court et très pneumatisé (criblée d'ouvertures dans la structure osseuse), se terminant par un gros bec édenté. La caractéristique la plus distinctive de Citipati était peut-être sa haute crête, superficiellement similaire à celle d'un casoar moderne. La crête était relativement basse dans l'espèce type C. osmolskae, avec un bord presque vertical au-dessus du bec. En revanche, la crête d'un spécimen qui n'a pas encore reçu de nom spécifique (provisoirement étiqueté C. sp.) était plus grande, avec une encoche dans sa partie antérieure, isolant une sorte de cube.

## OviraptoretCitipati
Comme le crâne de l'oviraptor type est écrasé et mal conservé, un autre spécimen d'oviraptoridé (IGM ou GIN 100/42) est devenu la représentation par excellence de ce dinosaure (voir photo plus haut), apparaissant même dans des publications scientifiques avec le nom Oviraptor philoceratops. Toutefois, cette espèce assez distincte, à grande crête, a plus de traits du crâne en commun avec Citipati qu'avec Oviraptor et il peut être une seconde espèce de Citipati ou un genre entièrement nouveau, nécessitant une étude plus approfondie. En outre, les spécimens d'oviraptoridés en train de nicher avaient largement attiré l'attention sur eux avant qu'ils ne soient classés comme des Citipati. Bien que généralement simplement étiquetés « oviraptoridés », ils ont parfois été confondus avec le genre Oviraptor lui-même. Le fait que le premier spécimen d'oviraptor ait été trouvé sur un nid a aussi compliqué la question. À l'heure actuelle, les illustrations les plus populaires d'oviraptor représentent en fait des Citipati et le matériel actuellement disponible pour caractériser Oviraptor lui-même est trop fragmentaire pour permettre des reconstitutions fiables.

## Nids, œufs et embryons

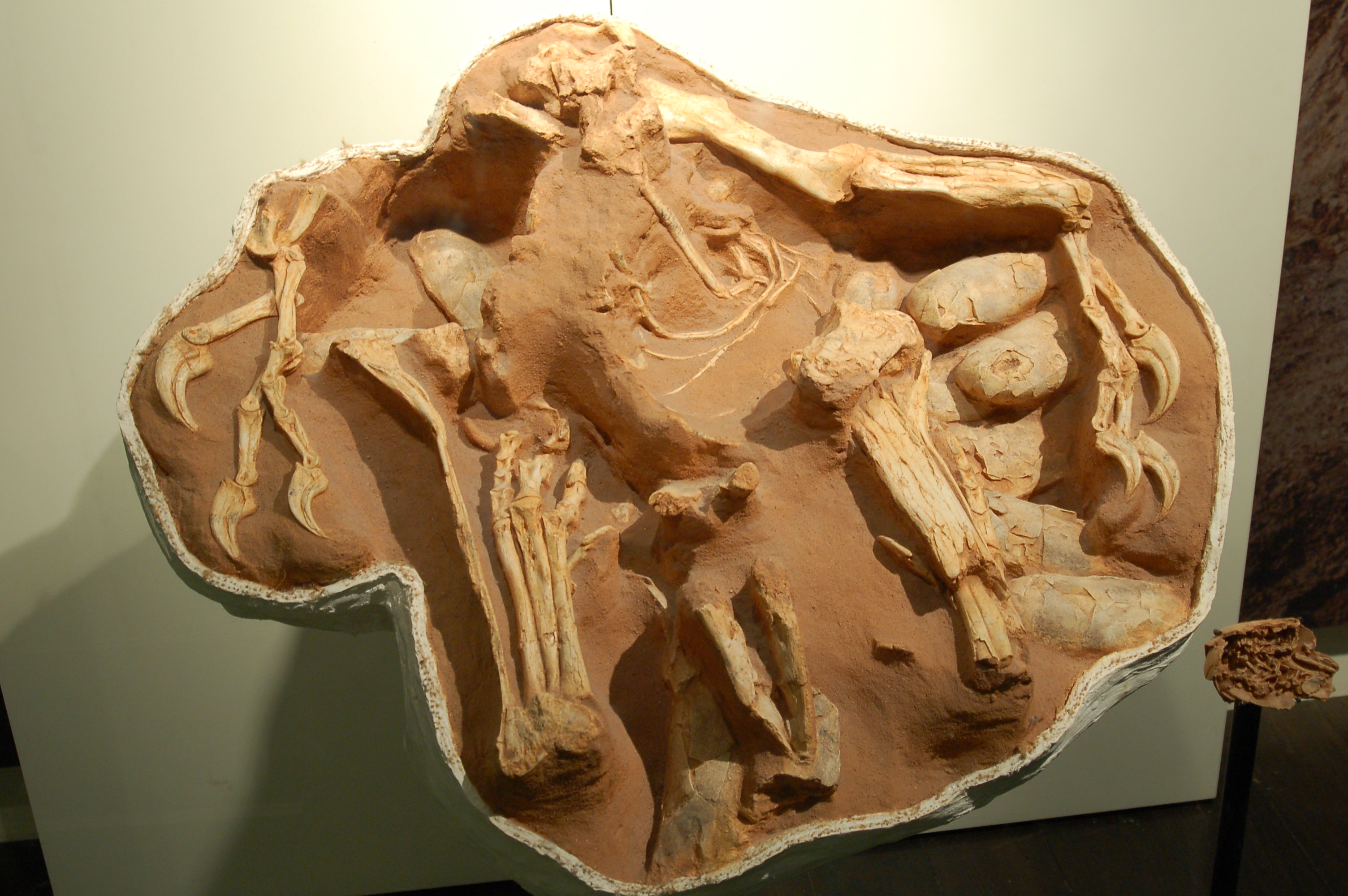
Le spécimen C. osmolskae surnommé "Big Mamma", en train de nicher.

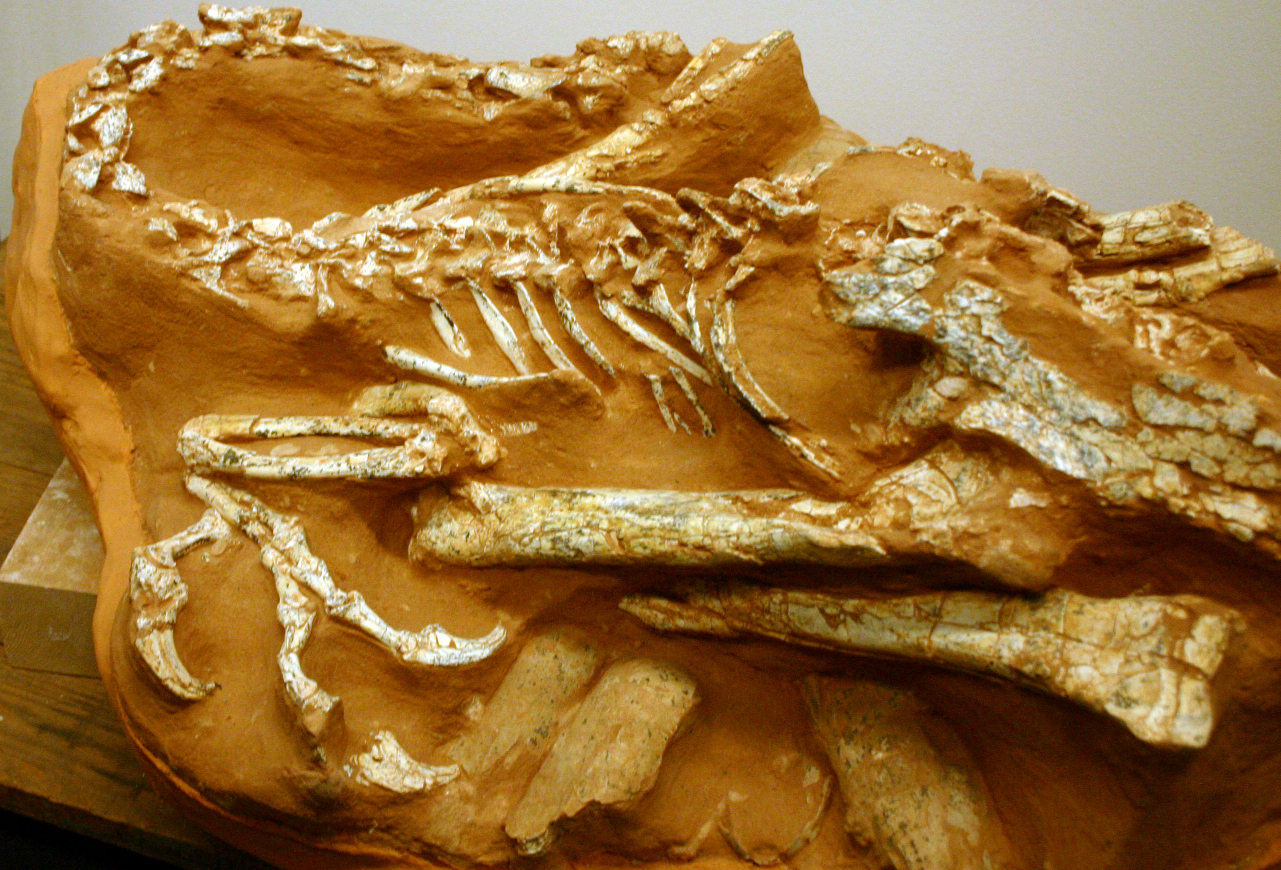
Le spécimen surnommé Big Auntie.

Au moins quatre spécimens de Citipati ont été trouvés en train de couver, le plus célèbre d'entre eux, un grand spécimen surnommé « Big Mamma », a vu sa découverte annoncée (mais sans nom) en 1995, être décrit en 1999 et classé dans le genre Citipati en 2001. Tous ces spécimens sont situés sur le nid, avec leurs membres répartis symétriquement de chaque côté du nid, les membres antérieurs dépassant de son périmètre. Cette posture de couvaison ne se trouve aujourd'hui que chez les oiseaux et montre un comportement analogue entre les oiseaux et les dinosaures théropodes. La position de nidification de Citipati conforte également l'hypothèse selon laquelle il avait comme d'autres oviraptoridés des plumes sur les membres antérieurs. Avec les « bras » étalés à la périphérie du nid, la majorité des œufs n'auraient pas été couverts par l'animal si une importante couche de plumes n'avait pas été présente.
Bien que les œufs de dinosaures fossilisés soient rares, les œufs de Citipati et les œufs d'oviraptoridés en général, sont relativement bien connus. En plus des quatre spécimens trouvés en train de nicher, on a découvert des dizaines de nids d'oviraptoridés dans le désert de Gobi. Les œufs de Citipati sont d'un ovale allongé (élongatoolithides) et ressemblent à des œufs de ratites par la texture et la structure de leur coquille. Dans le nid, les œufs de Citipati sont généralement disposés en cercles allant jusqu'à trois cercles concentriques et une couvée complète peut avoir comporté jusqu'à 22 œufs. Les œufs de Citipati sont le plus grand œufs connus d'oviraptoridés, avec une longueur de 18 cm. En revanche, les œufs d'Oviraptor ne dépassent pas 14 cm de long.

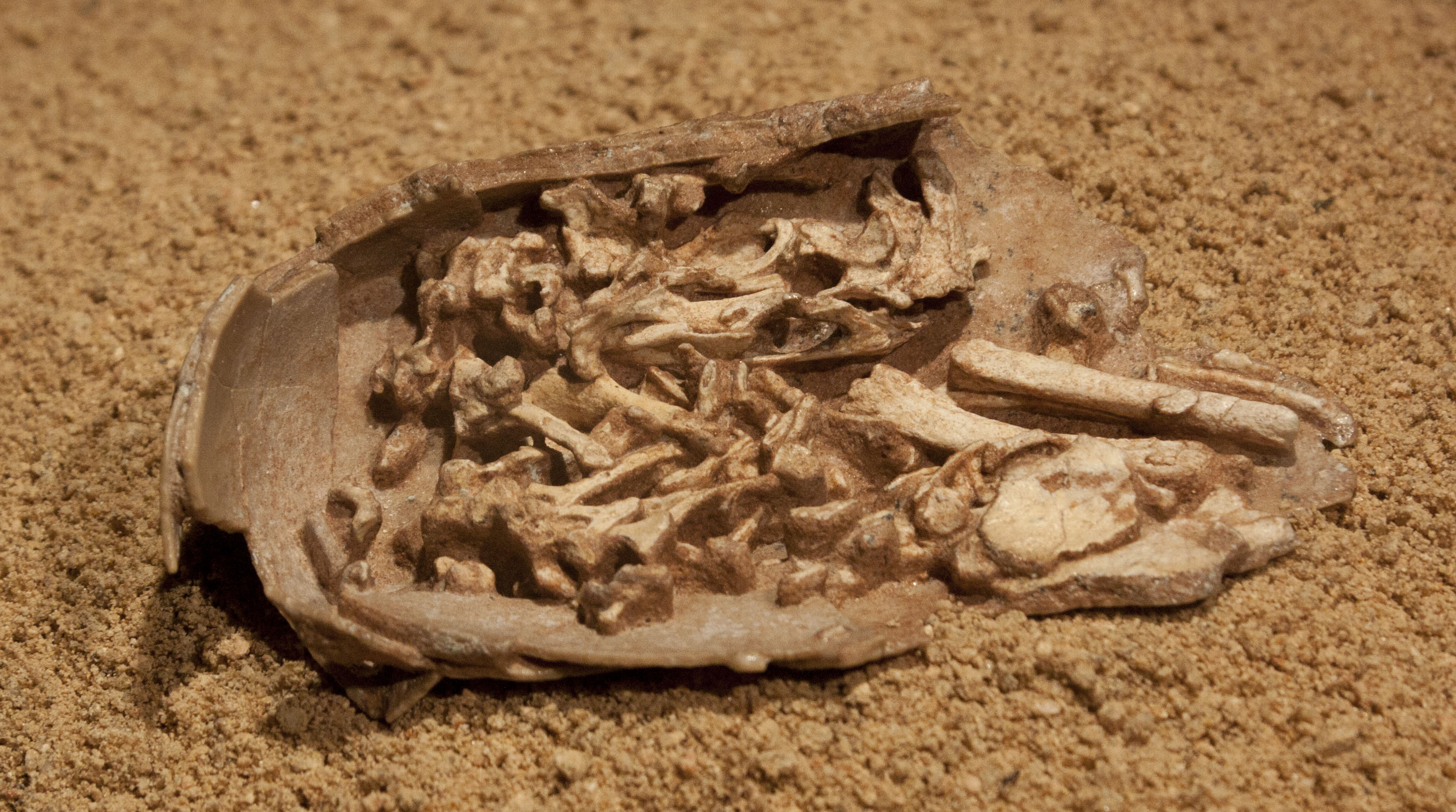
Œuf de C. osmolskae avec son embryon.

Ironiquement, c'est leur association avec des œufs qui a valu leur nom aux oviraptoridés (qui signifie « voleurs d'œufs »). On a trouvé les premiers œufs d'oviraptoridés (du genre Oviraptor) à proximité des restes du dinosaure cératopsien Protoceratops et on a supposé que les oviraptoridés s'en prenaient aux œufs de cératopsiens. Ce n'est qu'en 1993, quand un embryon de Citipati a été découvert dans un œuf du type attribué à Protoceratops, que l'erreur a été corrigée. Norell, qui a reconnu que l'embryon était celui d'un oviraptoridé, l'a attribué au genre Citipati en 2001, en se basant sur l'orientation verticale des prémaxillaires (la structure osseuse à l'extrémité de la mâchoire), une particularité retrouvée seulement chez Citipati. L’œuf contenant l'embryon était plus petit que la plupart des œufs de Citipati actuellement connus mesurant seulement 12 cm, mais il était partiellement érodé et cassé en trois morceaux, ce qui rendait une estimation précise de sa taille d'origine difficile. Cet œuf avec un embryon est par ailleurs identique à d'autres œufs d'oviraptoridés dans la structure de sa coquille et a été trouvé dans un nid sans adulte, disposé selon un motif circulaire.
Deux crânes appartenant à des très jeunes ou embryonnaires Byronosaurus ont été trouvés associés avec le même nid que le premier embryon de Citipati. Il est possible que ces minuscules troodontidés aient été la proie des Citipati. Mark Norell a suggéré successivement que les jeunes troodontidés étaient en train de piller les nids de Citipati, ou même qu'un Byronosaurus adultes avait pondu ses œufs dans un nid de Citipati dans un comportement de parasitisme de couvée.